# Robert Bajac
Robert Jean Paul Bajac, né le 13 décembre 1897 dans le 9e arrondissement de Paris et mort le 1er avril 1935 à Gisors (Eure), des suites des blessures reçues lors d'un atterrissage nocturne, près de Gournay-en-Bray (Seine-Maritime), alors qu'il inaugurait une liaison postale de nuit entre Paris et Londres, est un aviateur français.

## Biographie
Il est le fils de Paul Louis Ernest Xavier Bajac, ancien maire d'Ibos (Hautes-Pyrénées), et de Marguerite Emma Sophie Koch, domiciliés 13 rue de Vintimille, dans le 9e arrondissement de Paris.

### Première Guerre mondiale
Encore étudiant lorsque la guerre éclate, il est enrôlé par le sixième bureau de recrutement de la Seine, sous le matricule 363.
Le 10 mai 1915, il s'engage volontairement et "pour toute la durée de la guerre" dans le 2e Groupe d'aviation de Bron.
Une nouvelle affectation l'attend, au 1er Groupe d'aviation, le 15 juillet 1915. Il rejoint l'école militaire d'aviation de Pau le 4 octobre, et est breveté pilote militaire, sous le numéro 2 267, à Avord le 6 janvier 1916. Nommé caporal le 28 janvier, il fait un séjour à la RGA (Réserve Générale au Bourget) à partir du 3 février, avant d'être adopté par la jeune Escadrille 48, le 24 avril. Peu de temps après, le coq qui "chante & combat" se spécialise dans la "chasse pure", et Robert Bajac ne quittera plus le groupe, jusqu'au deuxième trimestre 1919.
Nommé sergent le 21 juin 1916, il est cité à l'Ordre de l'armée le 13 octobre, sous le numéro 453. Une délicate mission de convoyage d'appareil lui est confiée par Le Bourget, entre le 29 décembre 1916 et le 6 janvier 1917. De retour à "la 48", il est promu adjudant le 25 avril, et homologue une victoire le 26, avant de retourner en mission à Buc, du 3 au 5 mai 1917. Cité pour la seconde fois le 8 mai, il est à nouveau inscrit à l'Ordre de l'armée le 5 juillet 1917.
Le 10 août 1917, Robert Bajac est sérieusement blessé au-dessus de la Belgique (région d'Alveringe), par trois projectiles allemands, au bras et à la cuisse gauches. En convalescence jusqu'au 20 octobre 1917, il ne pourra s'empêcher de prendre des nouvelles de son fidèle SPAD S.VII "NEMESIS" (no 1589) et sera décoré de la prestigieuse Médaille militaire, avec une quatrième citation "à l'Ordre de l'Armée", le 17 septembre 1917. Nommé sous-lieutenant "à titre temporaire" le 6 novembre 1917, il repart pour une ultime mission de guerre, les 21 et 22 février 1918.

### Carrière aéronautique
Le 24 juillet 1926, Robert Bajac devient le recordman du monde de durée de vol avec 2 000 kilogrammes de charge utile, à l'aérodrome de Buc, pilotant un Blériot 155 (en) à moteurs Renault, soit 2 heures 30 minutes et 37 secondes.
Parti de nuit pour inaugurer un nouveau service de fret entre Paris et Londres à bord d'un trimoteur Farman F.306 (en), il doit faire demi-tour à cause de la brume dans la nuit du 1er avril 1935, et heurte des arbres puis le sol à Brémontier (Seine-Maritime). Transporté grièvement blessé à Gisors (Eure), il y meurt peu après. Ses deux coéquipiers sont légèrement blessés.
Il était chef-pilote depuis 1920 et comptait 9 000 heures de vol à son décès. Il avait notamment travaillé pour la Transaérienne, la Franco-Roumaine, Air Union puis Air France. Il est inhumé au cimetière de Montmartre à Paris, après des obsèques célébrées aux Invalides, en présence notamment de l'aviateur Jean Mermoz, qui a prononcé son oraison funèbre.
Il a été inhumé au cimetière de Montmartre, division 18, le 3 avril 1935.

## Distinctions
- Officier de la Légion d'honneur (1926)[6]
- : Médaille militaire[7]
- : Croix de Guerre avec palmes et 7 citations[8]
- : Croix de Guerre belge avec une citation[8]

## Sources
- Jean Mermoz, Aux obsèques de Bajac, dans Mes vols, Flammarion, 1937, p. 143-147
- Chronique de l'histoire, Mermoz de Michel Marmin aux éditions Chronique, p. 1869
- Ibos. Hommage à Robert Bajac, La Dépêche du Midi, janvier 2012
- Bernard Marck, Dictionnaire universel de l'aviation, Paris, Tallandier, 2005, 1129 p. (ISBN 2-84734-060-2), p. 56.

## Hommage
- Square Robert-Bajac (Paris)